# AEG C.IV
Die AEG C.IV war ein deutsches Aufklärungsflugzeug der Allgemeinen Elektricitäts-Gesellschaft, Abteilung Flugzeugbau, Hennigsdorf (AEG).

## Entwicklung
Die AEG begann 1910 in Hennigsdorf mit dem Flugzeugbau und nach dem Ausbruch des Ersten Weltkrieges 1914 produzierte sie Militärmaschinen für das Deutsche Heer und die Kaiserliche Marine. Der Werksflugplatz befand sich in den südwestlich gelegenen Teufelsbruchwiesen von Nieder Neuendorf.
Nach den ersten unbewaffneten Aufklärern AEG B.I, B.II und B.III zeichnete sich 1915 die Notwendigkeit ab, die Aufklärungsflugzeuge zu bewaffnen. Die Antwort auf diese Anforderung kam im März 1915 in Form der C.I, einem zweisitziger bewaffneter Aufklärer mit 150 PS (112 kW) leistendem Reihenmotor Mercedes D III. Sie war im Prinzip eine B.II mit einem beweglichen MG.
Im Oktober 1915 brachte AEG die verbesserte C.II heraus. Sie war kleiner und leichter und damit auch leistungsfähiger. Eine experimentelle C.III folgte bald darauf. Sie zeichnete sich durch einen voluminösen Rumpf aus, der den gesamten Zwischenraum zwischen Ober- und Unterflügel ausfüllte. Zweck dieser Konstruktion war es, der Besatzung eine uneingeschränkte Sicht nach vorne zu geben und es dem vorn sitzenden Schützen zu ermöglichen, nach vorn am Propellerkreis vorbei feuern zu können. Trotz dieser damals sinnvollen Lösung ging das Muster nicht in Produktion.
Das am aufwendigsten konstruierte Modell und zugleich wichtigste Vertreterin dieser Serie war die C.IV, die einen Mercedes-D.III-Reihenmotor und ein fest eingebautes, vorwärts feuerndes synchronisiertes Maschinengewehr MG 08/15 sowie ein 7,9-mm-Parabellum-MG auf Drehkranz am Beobachtersitz erhielt. Der Einstellwinkel des Höhenleitwerks konnte am Boden verändert werden. Die Entwicklung wurde sehr schnell vorangetrieben, da die deutschen Fliegerstaffeln dringend einen bewaffneten Aufklärer benötigten. Insgesamt war die C.IV etwas größer als die C.II, wies aber im Wesentlichen deren Auslegung auf.
Bei der AEG C.IV.N handelte es sich um einen Nachtbomber, der sich von der AEG C.IV beim Motor und der Spannweite der dreistieligen Tragflächen unterschied. Das Flugzeug wurde 1917 als Prototyp gebaut. Dieses Modell hatte eine Haltevorrichtung für sechs 50-kg-Bomben.
Über 400 Exemplare der C.IV wurden hergestellt. Die C.IV wurde zum N.IV-Nachtbomber mit vergrößerter Flügelspannweite und erhöhter Motorleistung weiterentwickelt, der zweisitzige C.V-Aufklärer und eine C.VIII.Dr-Dreideckerversion blieben jedoch nur Prototypen.
Aus der C.IV wurde später noch das Infanterie-Flugzeug J.I abgeleitet.

## Technische Daten

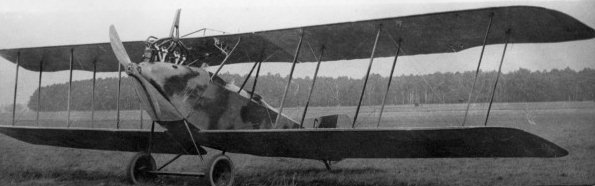
AEG C.IV.N

| Kenngröße                     | AEG C.IV                                                                                             | AEG C.IV.N                    |
| ----------------------------- | --- | ----------------------------- |
| Besatzung                     | 2 | 2                             |
| Länge                         | 7,18 m                                                                                               | 7,18 m                        |
| Höhe                          | 3,35 m                                                                                               | 3,35 m                        |
| Spannweite                    | 13,45 m                                                                                              | 15,30 m                       |
| Flügelfläche                  | 39,00 m²                                                                                             | 39,00 m²                      |
| ein Sechszylinder-Reihenmotor | Mercedes D III; 119 kW (160 PS)                                                                      | Benz Bz III; 112 kW (150 PS)  |
| Höchstgeschwindigkeit         | 158 km/h in Meereshöhe                                                                               | 158 km/h in Meereshöhe        |
| Dienstgipfelhöhe              | 5000 m                                                                                               | 5000 m                        |
| Höchstflugdauer               | 4 h                                                                                                  | 4 h                           |
| Leermasse                     | 800 kg                                                                                               | 800 kg                        |
| max. Startmasse               | 1120 kg                                                                                              | 1120 kg                       |
| Bewaffnung                    | ein nach vorne gerichtetes 7,92-mm-MG 08/15 und ein 7,92-mm-Parabellum-MG mit je 500 Schuss Munition | zusätzlich sechs 50-kg-Bomben |